# Vicia laxiflora
Vicia laxiflora — вид квіткових рослин із родини бобових (Fabaceae). Етимологія: лат. laxus — «нещільний», i — сполучна голосна, florus — «квітучий».

## Біоморфологічна характеристика
Однорічна не запушена рослина. Стебла 20-60 см. Листя з 2–5 парами листочків; які 10–25 × 1–2(3) мм, лінійні, рідко довгасто-еліптичні, гострі. Суцвіття 4–11 см, з 1–4 квітів. Квіти 6–7.5 мм. Віночок блідо-ліловий. Плоди 12–17 × 3–4 мм, як правило, запушені, з 4–6 насінням. Насіння ≈ 1.5 мм.
Цвітіння і плодоношення з квітня по травень.

## Поширення, екологія
Країни поширення: південна й західна Європа, Мала Азія, Африка й Макаронезія. 
Населяє сухі та ясні деревно-лучні утворення; 0–1600 метрів.